# مخطط البيانات
مخطط البيانات أو حزمة البيانات هو وحدة النقل الأساسية في الشبكات التي تعمل بتقنية تبديل الرزم، ويتكون مخطط البيانات عادةً من بادئة (تسمى ترويسة) ومحتوى (يسمى حمولة)، وتوفر مخططات البيانات خدمة الاتصالات بدون توصيل (تسمى الاتصالات غير المهيأة).

## التركيب
يتكون كل مخطط بيانات من مكونين، البادئة (وتسمى الترويسة) والمحتوى (ويسمى الحمولة)، حيث تحتوي البادئة على كافة المعلومات الكافية لتوجيه المخطط من الجهاز المُرسل إلى الحجاز المُستقبل دون وجود تبادلات سابقة، وتشمل البادئة عنوان المرسل والمستلم وغيرها. أما الحمولة فتُمثل البيانات الفعلية المراد نقلها، تسمى عملية تداخل حمولات البيانات في رأس موسوم بالتغليف.

## الأمثلة
| طبقة OSI | اسم                                                           |
| -------- | ------------------------------------------------------------- |
| الطبقة 4 | بروتوكول التحكم بالنقل                                        |
| الطبقة 3 | رزمة بيانات                                                   |
| الطبقة 2 | إطار إيثرنت (IEEE 802.3) مجموعة عمل الشبكات المحلية اللاسلكية |
| الطبقة 1 | شريحة (الطيف المنثور بالسلسلة المباشرة)                       |

### بروتوكول الإنترنت
يحدد بروتوكول الإنترنت (الذي يُمثل خدمة اتصالات من دون توصيل) معايير لمخططات البيانات المختلفة. وتُمثل طبقة الإنترنت طبقة لخدمة مخطط البيانات مقدمة من بروتوكول الإنترنت، وتُشغل بروتوكول حزم بيانات المستخدم. كما أن بروتوكول التحكم بالنقل العالي المستوى يعمل فوق بروتوكول الإنترنت.
- مقبس
- إطار البيانات